# Adolfo de la Huerta
Pour les articles homonymes, voir Huerta.
Felipe Adolfo de la Huerta Marcor, né le 26 mai 1881 à Guaymas, Sonora et mort le 9 juillet 1955 à Mexico, est un homme d'État mexicain, président  provisoire du Mexique du 1er juin au 1er décembre 1920.

## Biographie
Felipe Adolfo de la Huerta Marcor est né à Guaymas, Sonora, le 26 mai 1881. Il est le fils de Torcuato de la Huerta Armenta et de Carmen Marcor Basozábal. Il termine ses études primaires au Colegio de Sonora dans la ville d'Hermosillo, puis à l'Escuela Nacional Preparatoria de Mexico, suivant des cours de comptabilité, de musique et de chant. La comptabilité parce qu'il faut bien vivre, la musique et le chant par passion, il rêve en effet de devenir chanteur d'opéra. 
En 1900, devenu orphelin, il s'établit à Guaymas, où il occupe divers emplois, collaborateur d'une librairie, employé de banque, professeur de chant et directeur d'une tannerie. En 1908, il s'inscrit au Parti anti-réélectioniste, dont il est le représentant à Guaymas, puis il se rend au centre du pays pour prendre part à la campagne en faveur de Francisco Madero.
En mai 1920, le président Carranza fuit la révolte du Sonora. L'armée rebelle d'Álvaro Obregón s'empare de Mexico, Adolfo de la Huerta est alors nommé président provisoire le 1er juin. Après l'élection d'Obregón le 26 octobre, Huerta lui cède le pouvoir le 1er décembre. Ministre des Finances, il négocie en 1922 avec les représentants des États-Unis la reprise du paiement des dettes mexicaines. Cela permet d'arrêter les protestations des pétroliers américains et satisfait les banquiers de Wall Street. Il démissionne de son mandat de ministre en septembre 1923 et entre en dissidence de décembre contre le général Plutarco Elías Calles candidat à la succession d'Obregón,.
Il meurt à Mexico le 9 juillet 1955 de causes naturelles. Les restes d'Adolfo de la Huerta, reposent dans le Panthéon français de San Joaquín, avec ceux de son épouse Clara morte en 1967 à 83 ans.